# 羊蹄
羊蹄（学名：Rumex japonicus）为蓼科酸模属下的一个种，又名羊蹄菜、羊蹄大黃、土大黃、荲（音同“蓄”）。
羊蹄为多年生草本。茎直立，高50-100厘米。

## 延伸阅读
[在维基数据编辑]
 《植物名實圖考·羊蹄》，出自吳其濬《植物名實圖考》

## 外部連結
- . . 中国科学院植物研究所 –iPlant 植物智植物物种信息系统 （中文（中国大陆））.

- 羊蹄 Yangti （页面存档备份，存于） 藥用植物圖像數據庫 (香港浸會大學中醫藥學院)